# Yarrow Water
Yarrow Water är ett vattendrag i Storbritannien. Det ligger i riksdelen Skottland, i den centrala delen av landet. Yarrow Water mynnar i Ettrick Water.